# Zacarías de Lyon
Zacarías de Lyon ("Zacharias") fue el tercer obispo de la diócesis de Lyon. Es venerado como santo en las Iglesias cristianas tradicionales. En la mayoría de estas su fiesta se celebra el 28 de junio.
Solo se conoce de la vida de Zacarías que era de origen griego, que se escapó de la persecución de 202, que fue sucesor de Ireneo, en la sede de Lyon, y que fue él quien le dio sepultura, en el mismo lugar en el que, dos siglos más tarde, el obispo Paciente de Lyon construyó la basílica dedicada al santo.